# St. Anger
St. Anger је осми по реду студијски албум хеви метал бенда Металика. Издат је 5. јуна 2003. године.

## Постава бенда
- Џејмс Хетфилд - вокал, ритам гитара
- Кирк Хамет — гитара
- Ларс Улрих — бубњеви, удараљке

## Додатни чланови
- Боб Рок — бас гитара